# Artilleriekommando 2
Das Artilleriekommando 2 war eines der Artilleriekommandos des Heeres der Bundeswehr. Der Stabssitz des Artilleriekommandeurs war Ulm. Das Artilleriekommando 2 war Teil der Korpstruppen des II. Korps.

## Aufträge
Das Artilleriekommando bündelte auf Ebene des Korps die weitreichendsten Artilleriesysteme der Artillerietruppe. Lageabhängig verstärkte die Korpsartillerie die Feuerkraft der Divisionsartillerie. In der Endphase des Kalten Krieges war die Raketenartillerie des Artilleriekommandos im Rahmen der nuklearen Teilhabe befähigt mit ihren Lance-Systemen taktische Kernwaffen einzusetzen. Um das eigene Feuer weitreichend zu planen, verfügte der Artilleriekommandeur im Dienstgrad Brigadegeneral oder Oberst zuletzt neben Truppenteilen der Topographietruppe auch über Drohnen, deren Aufklärungsergebnisse auch dem Kommandierenden General des Korps und den Kommandeuren der unterstellten Divisionen zur Verfügung gestellt werden konnten. Insgesamt entsprach die Größe des Artilleriekommandos in etwa einer der Brigaden des Feldheeres.

## Gliederung

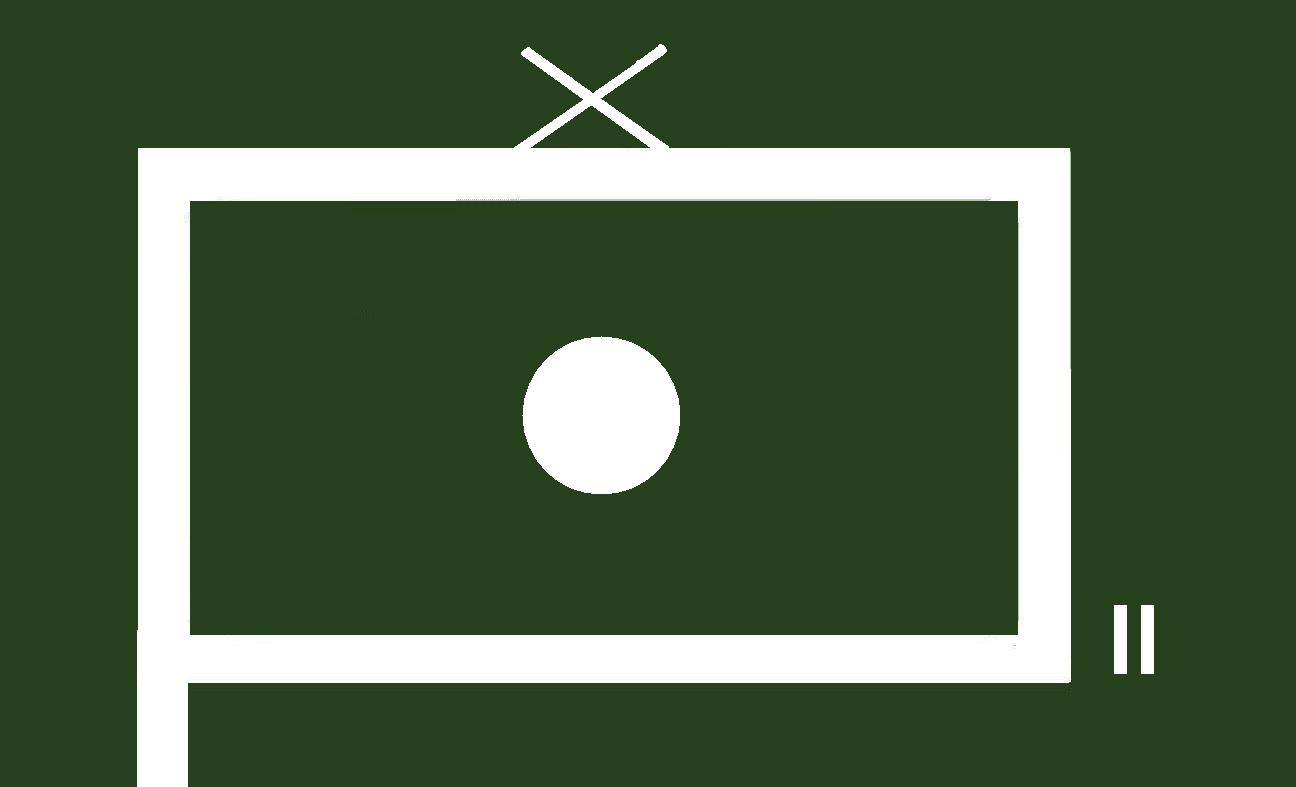
Taktisches Zeichen Artilleriekommando 2

Um 1989 gliederte sich das Artilleriekommando grob in:
- Stab/Stabsbatterie Artilleriekommando 2, Ulm
  -  Drohnenbatterie 200, München
  -  Raketenartilleriebataillon 250, Engstingen (4. Batterie als Raketenartillerielehrbatterie im Frieden zu Artillerielehrregiment 5)
  -  Nachschubbataillon Sonderwaffen 220, Günzburg
  -  Sicherungsbataillon 200 (GerEinh), Engstingen

## Geschichte
Das Artilleriekommando wurde ab 1971 zur Einnahme der Heeresstruktur III aufgestellt und Mitte 1972 in Dienst gestellt. Zur Aufstellung wurde der Stab des Korpsartilleriekommandeurs 2 herangezogen, der bereits seit 1959 dem Kommandierenden General zur Seite stand. Diese Dienststellung ging wiederum aus dem Korpsartilleriekommandeur 402 hervor, der bereits 1957 in Ulm ausgeplant wurde.
1977 erfolgte die Umrüstung von Sergeant auf Lance.
Nach Ende des Kalten Krieges erklärte die nukleare Planungsgruppe der NATO 1991 den Verzicht auf nukleare Artilleriesysteme in Deutschland. Die amerikanische Sondermunition wurde weitestgehend aus Deutschland abgezogen. Das Artilleriekommando wurde daher 1994 etwa zeitgleich mit der Umgliederung des II. Korps zum II. (Deutsch-Amerikanischen) Korps außer Dienst gestellt.

## Verbandsabzeichen

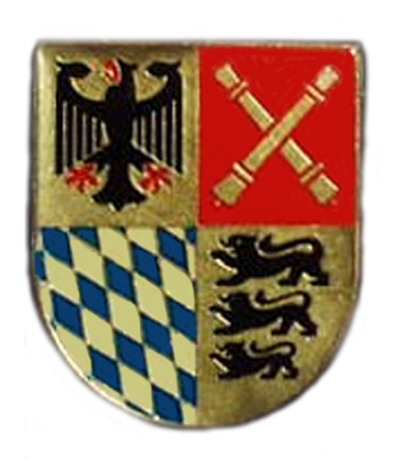
Internes Verbandsabzeichen des Stabes/Stabsbatterie

Das Artilleriekommando führte aufgrund seiner Ausplanung als Teil der unselbständigen Korpstruppen kein eigenes Verbandsabzeichen. Die Soldaten trugen daher das Verbandsabzeichen des übergeordneten Korps.
Als „Abzeichen“ wurde daher unpräzise manchmal das interne Verbandsabzeichen des Stabes und der Stabsbatterie „pars pro toto“ für das gesamte Artilleriekommando genutzt. Es zeigte im Wesentlichen als Hinweis auf den Stationierungsraum im geviertelten Schild die bayrischen Rauten, württembergischen Stauferlöwen, sowie den Bundesadler und ähnlich wie im Barettabzeichen der Artillerietruppe zwei gekreuzte Kanonenrohre auf der roten Waffenfarbe der Artillerie.

## Kommandeure

### Korpsartilleriekommandeur 402 (1957–1959)
- Oberst Horst Kraehe: von 1957 bis 1959

### Korpsartilleriekommandeur 2 (1959–1972)
- Oberst Wilhelm Schaeffer: von 1959 bis 1962
- Brigadegeneral Kurt von Vangerow: von 1962 bis zum 31. März 1968
- Brigadegeneral Armin Bühring: vom 1. April 1968 bis zum 31. März 1971
- Brigadegeneral Wilhelm Bosselmann: vom 1. April 1971 bis zur Auflösung

### Artilleriekommandeur 2 (1972–1994)
- Brigadegeneral Wilhelm Bosselmann: von der Einrichtung bis zum 31. März 1976
- Brigadegeneral Hanns Vogl: vom 1. April 1976 bis zum 30. September 1980
- Brigadegeneral Christoph-Adolf Fürus: vom 1. Oktober 1980 bis zum 31. Dezember 1980
- Brigadegeneral Franz-Josef Wiesner: vom 1. Januar 1981 bis zum 31. März 1982
- Brigadegeneral Hans-Klaus Hannemann: vom 1. April 1982 bis 31. März 1989
- Oberst Ulrich Schroeter